# Temnothorax ravouxi
Temnothorax ravouxi (лат.) — вид мелких паразитических муравьёв из трибы Crematogastrini подсемейства Myrmicinae.

## Распространение
Европа: Австрия, Болгария, Германия, Греция, Испания, Польша, Франция, Швейцария, Югославия.

## Описание
Ксеротермофильный стенотоп. Паразитируют на других видах муравьёв, без которых жить не могут. Встречаются в гнёздах родов Leptothorax и Temnothorax (Temnothorax unifasciatus (Latreille, 1798), L. albipennis Curtis, 1829, L. nigriceps Mayr, 1855, L. tuberum (Fabricius, 1775), L. affinis Mayr, 1855).

## Генетика
Гаплоидный набор хромосом n = 10.

## Таксономия
Первоначально был описан под названием Epimyrma ravouxi André, 1896. В дальнейшем включён в состав рода Temnothorax.

## Охранный статус
Включён в Красные книги Австрии, Германии, Швейцарии, Польши, Красный список Евросоюза, а с 1984 года и в «Красный список угрожаемых видов» (англ. IUCN Red List of Threatened Animals) международной Красной книги Всемирного союза охраны природы (The World Conservation Union, IUCN) в статусе Vulnerable D2 (таксоны в уязвимости или под угрозой исчезновения).